# Cornelis Spaans
Cornelis Spaans (Den Haag, 14 juli 1922 - Leusden, 24 juni 1943) was een Nederlandse verzetsstrijder in de Tweede Wereldoorlog en oorlogsslachtoffer. Hij woonde in Groningen. 
Cornelis Spaans was actief in het verzet en betrokken bij de illegale pers en maakte het weekblad De Bosgeus  'en tout fidelles au roy jusques à la besace' samen met Jan Roos, Willem Heystra en Luppo Jan de Vries. Daarnaast was hij leerling aan de Zeevaartschool te Groningen waar hij een technische opleiding volgde. 
Hij werd op 20-jarige leeftijd te Leusden gefusilleerd. Feldgericht Luftgau Holland heeft over zijn  terechtstelling bericht op 26 juni 1943